# Ahsonnutli Dorsa
Gli Ahsonnutli Dorsa sono una struttura geologica della superficie di Venere.